# 6月22日
6月22日是公历一年中的第173天（闰年第174天），离全年结束还有192天。

## 大事记

### 19世紀以前
- 前217年：在第四次叙利亚战争中，埃及托勒密王朝国王托勒密四世率领的军队在拉菲亞戰役中战胜马其顿塞琉古王朝国王安条克三世率领的军队。
- 前168年：罗马执政官保卢斯率军击败马其顿国王珀尔修斯，结束第三次马其顿战争。
- 318年：晋元帝大舆元年五月 ，段匹磾杀刘琨。
- 1543年：英格兰国王亨利八世向法国发出最后通牒，之后布洛涅包围戰（英语：Sieges of Boulogne (1544–46)）爆发。
- 1633年：羅馬教廷強迫義大利科學家伽利略·伽利萊撤回「太陽是宇宙的中心」的地動說觀點。

### 19世紀
- 1815年：法兰西帝国皇帝拿破仑在滑铁卢战役战败后宣布退位，其子拿破仑二世继承皇位。
- 1826年：西蒙·玻利瓦尔成功组织的泛美會議在巴拿马举行。
- 1840年：英军总司令，全权代表乔治·义律宣布自6月28日起封锁珠江口，第一次鸦片战争正式爆发。
- 1895年：臺灣爆发新竹保衛戰，新竹城軍民反抗日本佔領。

### 20世紀
- 1908年：日本东京的社会主义者举行欢迎出狱同志大会，会后举着红旗唱着革命歌曲走上街头，遭警察镇压，大杉荣等十五人被捕并判处死刑，史称“赤旗事件”。
- 1911年：喬治五世和瑪麗王后於西敏寺分別加冕成為英國國王與英國王后。
- 1940年：纳粹德国和法兰西第三共和国代表在贡比涅签署结束法国战役的《第二次贡比涅停战协定》。
- 1941年：纳粹德国和意大利王国发动入侵苏联的巴巴羅薩，蘇德战争爆发。
- 1942年：驻基辅的德国占领军邀请蘇聯基辅当地的狄纳莫足球队进行足球比赛，蘇聯队获胜后德国法西斯在球赛结束后就杀害了五名队员。
- 1944年：苏联发动巴格拉基昂行动，成功击溃德国中央集团军并收复明斯克。
- 1956年：阿尔及尔卡斯巴教堂发生大爆炸：3座楼房遭到破坏，在碎砖瓦砾中发现了370具尸体[來源請求]。
- 1956年：纳塞尔被选为埃及总统。
- 1965年：韩国与日本签订《韩日基本条约》，两国建立正式外交关系。
- 1973年：宇航员在美国第一座地球轨道空间站天空實驗室2號飞行28天后安全返回地球。
- 1973年：苏联领导人列昂尼德·伊里奇·勃列日涅夫在华盛顿与美国总统理查德·尼克松签署《苏美防止核战争协定》。
- 1976年：加拿大下議院批准废除死刑。
- 1978年：美国天文学家詹姆斯·克里斯蒂在海军天文台检查冥王星的照片时，发现其卫星「冥卫一」。
- 1979年：中华人民共和国与爱尔兰建交。
- 1982年：民主柬埔寨联合政府成立。
- 1984年：邓小平分别会见香港工商界访京团和香港知名人士鍾士元发表谈话：香港实行一国两制五十年不变。
- 1986年：在墨西哥城举办的阿根廷对英格兰的世界杯足球赛八强赛中，阿根廷球员攻入上帝之手和世纪最佳进球2个入球。
- 1990年：兩德統一的大门正式开启：民主德国人民议院和联邦德国联邦议院分别以压倒多数，正式批准1990年5月双方签订的关于两国建立经济、货币和社会联盟的国家条约。
- 1991年：陕甘宁盆地发现大型天然气田，即陕甘宁气田。
- 1993年：中国银河全数字仿真II计算机研制成功。
- 1994年：日本首次承认二战时强掳中国人当劳工。
- 1998年：香港特區政府宣佈暫停賣地至次年3月。
- 1998年：香港地鐵東涌綫正式通車。
- 2000年：武漢航空343號班機在武漢遭雷擊墜毀，造成機上42人及地面7人遇難。

### 21世紀
- 2002年：马来西亚首相马哈迪·莫哈末宣布他将会辞去首相职，许多支持者涌往台上泪流满面地试图挽留他。
- 2002年：伊朗西北部發生MW 6.3地震，造成261人死亡，1500人受傷；官方反應遲緩，後來引起了公眾的普遍憤怒。
- 2006年：加拿大總理哈珀於國會下議院就人頭稅正式向加拿大華人道歉。
- 2008年：以奈及利亞聖公會主教長彼得·阿基諾拉（英语：Peter Akinola）為首的聖公會南半球聯盟於以色列耶路撒冷舉行首屆全球聖公宗前途會議。
- 2009年：華盛頓地鐵2輛地鐵列車於華盛頓哥倫比亞特區發生追撞事故，造成9人死亡、80人受傷。
- 2012年：巴拉圭总统费尔南多·卢戈遭参议院弹劾下台，副总统费德里科·弗朗哥接任总统一职。
- 2014年：让爱与和平占领中环舉行6.22民间全民投票讓香港市民選擇普選方案。
- 2015年：公民黨創黨成員湯家驊即時辭去香港立法會議員席位，今年10月1日前生效。
- 2022年：阿富汗東部霍斯特省首府霍斯特附近發生Mw 6.2地震，造成至少1,193人死亡和3,000多人受傷。

## 出生
- 662年：唐睿宗李旦，唐朝皇帝（716年逝世）
- 1744年：約翰·克里斯蒂安·波利卡普·埃克斯勒本，德國博物學家（1777年逝世）
- 1767年：威廉·馮·洪堡，德国哲学家、语言学家、政府官员和外交家（1835年逝世）
- 1793年：德川家慶，日本江戶幕府第12代征夷大將軍（1853年逝世）
- 1805年：朱塞佩·馬志尼，義大利革命家（1872年逝世）
- 1834年：威廉·切斯特·米諾，美國外科醫生、詞典編纂者（1920年逝世）
- 1837年：保羅·巴赫曼，德國數學家（1920年逝世）
- 1861年：馬克西米連·馮·斯比，德國海軍將領（1914年逝世）
- 1862年：丹隆·拉差努帕，泰國親王、歷史學家（1943年逝世）
- 1864年：赫爾曼·閔可夫斯基，德國數學家，曾是物理學家愛因斯坦的老師（1909年逝世）
- 1887年：朱利安·赫胥黎，英國生物學家、作家、人道主義者（1975年逝世）
- 1903年：山本周五郎，日本小說家（1967年逝世）
- 1906年：比利·懷德，美國導演、編劇、製片人（2002年逝世）
- 1909年：貝阿特麗斯王女，西班牙公主（2002年逝世）
- 1910年：康拉德·楚澤，德國工程師（1995年逝世）
- 1932年：索拉雅·伊凡迪亞利-巴克提亞利，伊朗前皇后（2001年逝世）
- 1933年：利珀爾·佩雪克，捷克指揮家（2022年逝世）
- 1933年：黛安·費恩斯坦，美國政治人物，1992年起代表加利福尼亞州的美國聯邦參議員，也是舊金山首任以及至今唯一的女市長（2023年逝世）
- 1936年：克里斯·克里斯托佛森，美國鄉村音樂歌手、作曲家、音樂家、電影演員（2024年逝世）
- 1937年：陳履安，台灣政治人物
- 1940年：阿巴斯·奇亞羅斯塔米，伊朗電影導演、編劇、製作人（2016年逝世）
- 1942年：秋山豐寬，日本新聞工作者，首位進入太空的日本人
- 1946年：閔福德，英國漢學家、文學翻譯家
- 1947年：皮特·馬拉維奇，美國籃球運動員（1988年逝世）
- 1947年：布魯諾·拉圖爾，法國哲學家、人類學家、社會學家（2022年逝世）
- 1949年：梅麗·史翠普，美國女演員、歌手
- 1949年：伊莉莎白·華倫，美國政治人物
- 1954年：鄭漢溶，韓國男演員
- 1956年：沙阿·迈赫穆德·库雷希，巴基斯坦政治家
- 1957年：劉江華，香港政治人物
- 1958年：石兆琪，中國男演員
- 1958年：布魯斯·坎貝爾，美國電影演員
- 1960年：謝安達，美國政治人物，現任加利福尼亞州聯邦參議員
- 1962年：周星馳，香港導演、演員
- 1962年：，美國篮球运动员
- 1963年：北勝海信芳，日本相撲力士，第61代橫綱
- 1964年：阿部寬，日本演員
- 1964年：丹·布朗，美國小說家
- 1966年：鈕承澤，台灣導演、演員
- 1967年：查姆·古德曼-施特勞斯，美國數學家
- 1970年：一木美名子，日本女性聲優
- 1970年：亞歷山大·謝爾巴，烏克蘭外交官
- 1971年：刀郎，中國歌手、詞曲創作人、音樂製作人
- 1971年：霍达德·阿齐兹，伊朗足球運動員、教练
- 1973年：天野明，日本漫画家
- 1974年：乔·考克斯，英國國會議員（2006年逝世）
- 1974年：李斌，中國企業家
- 1974年：內藤玲，日本男性聲優
- 1976年：川原慶久，日本男性聲優
- 1977年：小野涼子，日本女性聲優
- 1978年：戴愛玲，台灣歌手
- 1978年：丹·威尔顿，英國賽車手
- 1981年：蒙提·歐伍，美國動畫師（2015年逝世）
- 1981年：天野洋一，日本漫畫家
- 1982年：張允曦，台灣藝人、主持人
- 1982年：伊恩·金斯勒，美國棒球選手
- 1984年：周孝安，台灣演員
- 1984年：郭文珺，中國女子射擊運動員
- 1984年：小野友樹，日本男性聲優
- 1984年：達斯汀·約翰遜，美國高爾夫球手
- 1984年：揚科·蒂普薩雷維奇，塞爾維亞網球選手
- 1987年：張嘉倪，中國演員
- 1987年：加藤羅莎，日本女演員、模特
- 1987年：李敏鎬，韓國演員
- 1987年：吳漣序，韓國演員
- 1987年：傑洛·卡麥克，美國男演員、喜劇演員、編劇、製片人、導演
- 1988年：龍小菌，香港網絡唱作歌手
- 1989年：江晨希，台灣女演員
- 1989年：鄭容和，韓國男子偶像樂團CNBLUE成員
- 1990年：伊野尾慧，日本演員、歌手、團體Hey! Say! JUMP成員
- 1992年：鈴木繪理，日本女性聲優
- 1992年：尤金·阿莫-達德奇，英國男子田徑運動員
- 1993年：戴莉亞·迪米崔耶娃，俄羅斯女子韻律體操選手
- 1994年：塞巴斯坦·哈勒，法國-象牙海岸職業足球運動員
- 1995年：周興哲，台灣男歌手
- 1996年：羅德里，西班牙職業足球運動員
- 1996年：雨果·卡爾德拉諾，巴西男子乒乓球運動員
- 1997年：張紫豪，中國男歌手
- 生年不詳：藤真拓哉，日本漫畫家

## 逝世
- 947年：錢弘佐，五代十國時期吳越國君主（928年出生）
- 1865年：王茂荫，道光进士（1798年出生）
- 1874年：霍華德·斯湯頓，英國西洋棋棋手（1810年出生）
- 1885年：穆罕默德·艾哈邁德·馬赫迪，蘇丹宗教改革家、軍事與政治人物（1844年出生）
- 1925年：费利克斯·克莱因，德國數學家（1849年出生）
- 1945年：江布爾·扎巴耶夫，哈薩克行吟詩人（1846年出生）
- 1951年：高剑父，岭南画派第一代画家（1879年出生）
- 1967年：李立三，中共前领导人（1899年出生）
- 1969年：茱蒂·嘉蘭，美國女演員、歌唱家（1922年出生）
- 1970年：鄧垂簪，越共女軍醫（1942年出生）
- 1977年：胡璉，中華民國陸軍一級上將（1907年出生）
- 1987年：弗雷德·阿斯泰爾，美國男演員、舞者、劇場藝術演員、編舞家、歌手（1899年出生）
- 1988年：萧军，小说家（1907年出生）
- 1993年：帕特·尼克森，第37任美國總統理查·尼克森妻子，前第一夫人（1912年出生）
- 2000年：赵一荻，张学良第三任（最后一任）夫人（1912年出生）
- 2002年：張徹，香港武俠電影導演（1923年出生）
- 2004年：湯馬士·戈爾德，奧地利天體物理學家（1920年出生）
- 2008年：喬治·卡林，美國脫口秀演員、作家、社會批評家（1937年出生）
- 2014年：萊斯利·瓦利安特，美國計算機科學家（1949年出生）
- 2015年：詹姆斯·卡內基，英國貴族，第三代法夫公爵（1929年出生）
- 2015年：唐·費瑟史東，美國藝術家（1936年出生）
- 2015年：小玉，日本和歌山電鐵貴志川線貴志站的雌性三色貓站長[1]（1999年出生）
- 2020年：喬伊·舒馬克，美國電影導演、編劇、製片人（1939年出生）
- 2022年：伊夫·科龐，法國人類學家（1934年出生）
- 2022年：中野昭慶，日本電影特效導演、攝影師（1935年出生）
- 2022年：永尼·尼爾松，瑞典男子競速滑冰運動員（1943年出生）
- 2023年：哈利·馬可維茲，美國經濟學家，現代投资组合理论開創者（1927年出生）
- 2023年：钟训正，中國建築學家（1929年出生）
- 2025年：佛朗哥·泰斯塔，義大利男子自由車運動員（1938年出生）

## 节假日和习俗
- 薩爾瓦多：教師節
- ：反法西斯鬥爭日